# Aragua
Aragua je jeden ze 23 států Venezuely a leží ve středu na severu země. Hlavní město se jmenuje Maracay. Sever spolkového státu tvoří pobřeží Karibského moře, které je tvořeno z převážné části džunglí.
Na území státu leží Národní park Henriho Pittiera, který je nejstarším národním parkem Venezuely. Nejvyšší horou je Pico Codazzi s 2 429 m n. m. Turistickou zajímavostí je město Colonia Tovar, založené německými kolonisty.
Název státu i jeho stejnojmenné největší řeky je odvozen z výrazu chaguaramo, kterým Karibové nazývali palmu Roystonea oleracea. V roce 1848 se provincie Aragua oddělila od Caracasu a v roce 1899 se stala státem.
Podnebí je tropické, pěstuje se cukrová třtina, lilek brambor, kukuřice setá, kávovník a bavlník.
Stát je proslulý mezinárodní zločineckou organizací Tren de Aragua, která vznikla ve zdejší věznici Tocorón.

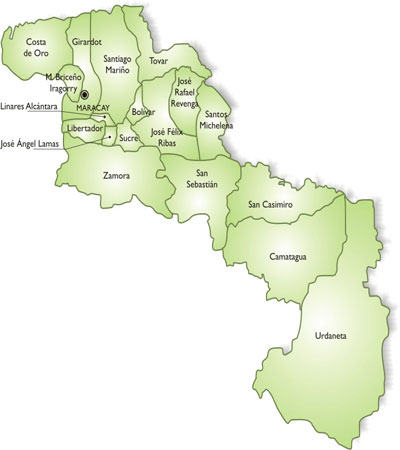
Mapa venezuelského státu Aragua